# Princess Danaé (navire)
Le Princess Danaé est un navire de croisière portugais construit en 1954 par les chantiers Harland & Wolff de Belfast. Il est construit comme  cargo réfrigéré pour la compagnie Port Line (en) sous le nom de Port Melbourne. En 1972, il est converti en navire de croisière en Grèce.
Après avoir été détruit par un incendie en 1992, il échappe de peu à la démolition et est finalement reconstruit sous le nom de Starlight Express. Après divers changements de nom et de propriétaires, il est détenu à Marseille en 2012 sous le nom de Princess Daphné à la suite de la faillite de la Classic International Cruises.
Racheté en février 2013 par l’homme d’affaires portugais Rui Alegre pour sa compagnie Portuscale Cruises, il est rebaptisé Lisboa et placé en cale sèche à Lisbonne afin reprendre du service à la fin de l’année 2014, mais les travaux s’avèrent plus importants que prévu et le navire reste désarmé à Lisbonne.

## Histoire

### Cargo

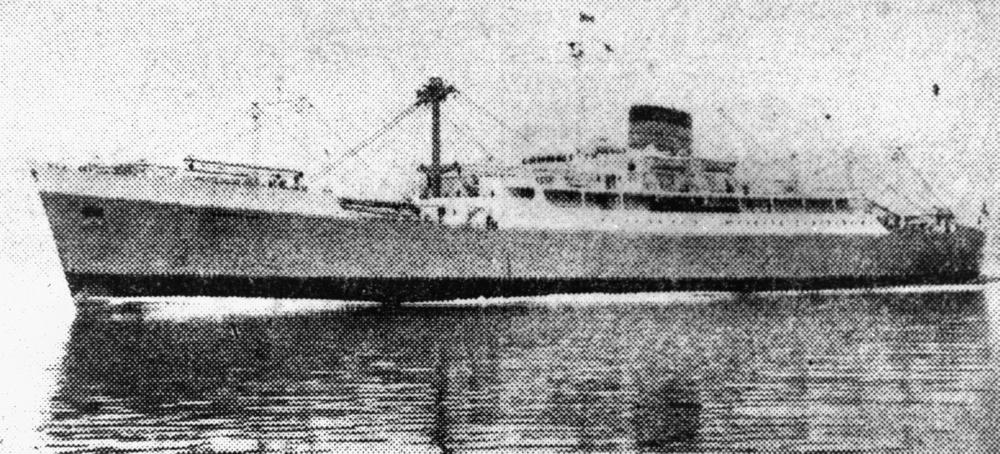
Le Port Melbourne.

Le Princess Danaé est un navire de croisière portugais construit en 1954 par les chantiers Harland & Wolff de Belfast pour la compagnie Port Line (en). Il est mis en service le 7 juillet 1955 en tant que cargo sous le nom de Port Melbourne. Il navigue entre l’Angleterre, l’Australie et la Nouvelle-Zélande et peut embarquer douze passagers en plus de sa marchandise.

### Transformation
En 1972, il est vendu à la compagnie JC Karras qui le fait transformer en navire de croisière sous le nom de Therisos Express par les chantiers navals de Chalkis. Au cours de la transformation, le navire est vendu à la compagnie Management Delian Artemis Cruises qui le renomme Danaé.

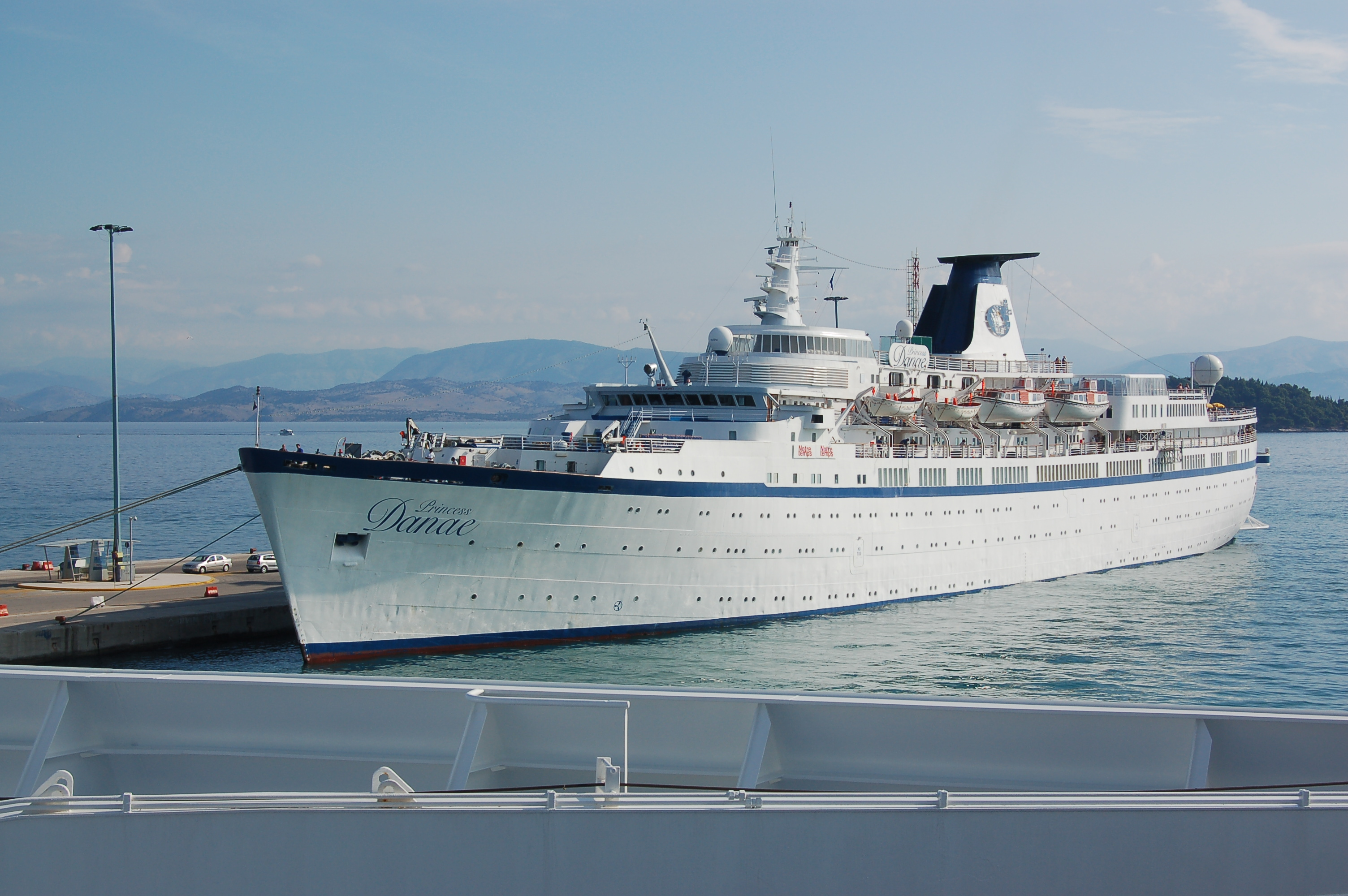
Le Princess Danaé à Corfou en septembre 2008.

En novembre 1979, le navire est affrété pour cinq ans par la compagnie Costa Armatori. À la fin de l’affrètement, cette même compagnie l’achète. Le 10 décembre 1992, alors que le navire est en réparation à Gênes, un incendie se déclare à bord. Lorsque le sinistre est maîtrisé, le Danaé est déclaré "perte totale". Il est vendu à un chantier de démolition grec, mais est racheté par la compagnie Harbor Maritime en juillet 1992 et devient l’Anar, puis est réparé à Keratsini.
Peu de temps après, il devient le Starlight Express. En mai 1994, il est affrété par Flax International et il est rebaptisé Baltica. Il effectue des croisières en Mer Baltique. Le 20 mai 1995, il est immobilisé à Kiel puis reprend sa route quatre jours plus tard. Le 4 octobre 1995, il est immobilisé à Skaramanga avant d’être autorisé à repartir le 14 février.

### Classic International Cruises

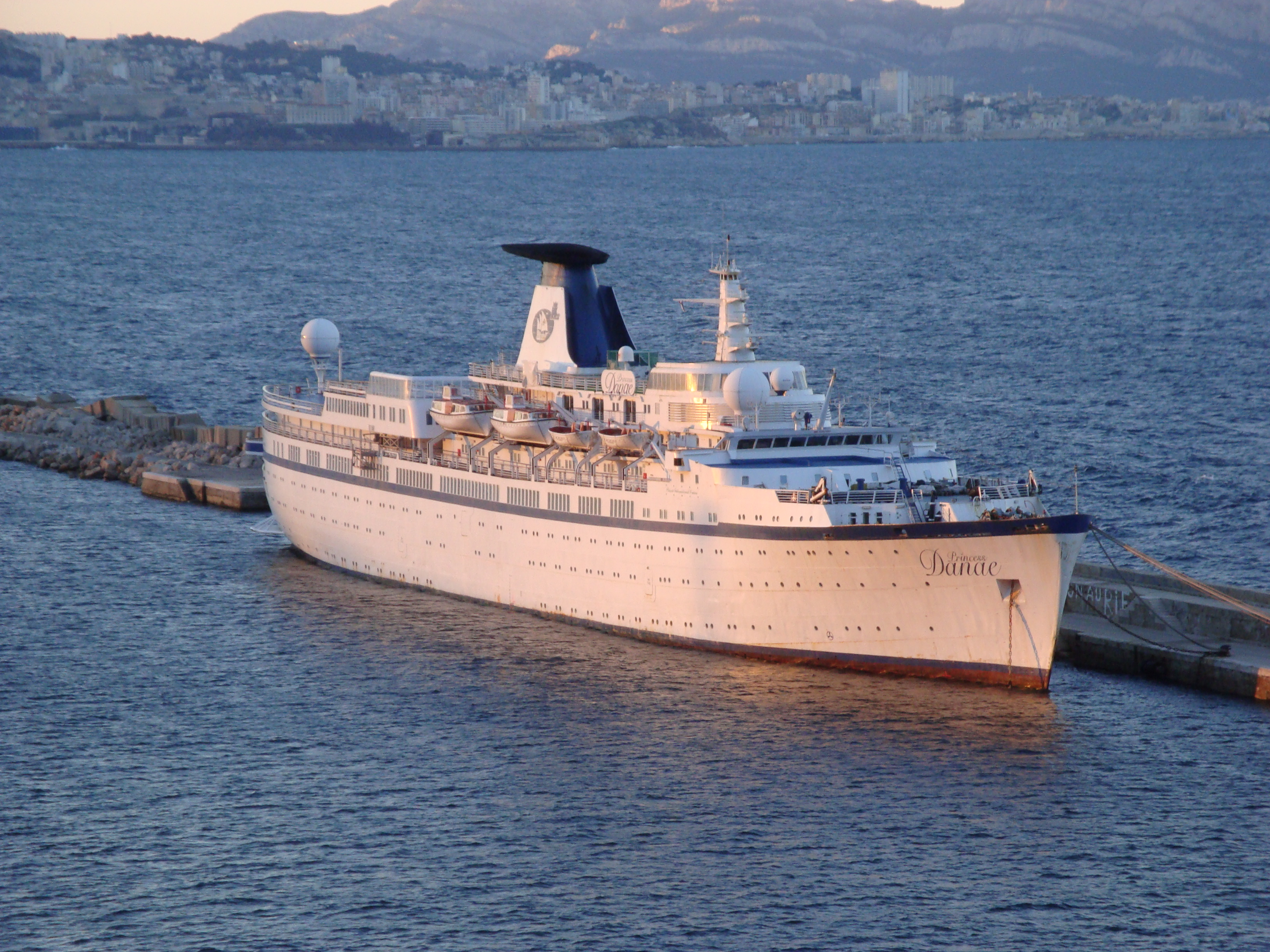
Le Princess Danaé détenu à Marseille en mars 2013.

Deux semaines plus tard, il est vendu à la compagnie Arcalia Shipping Co. qui le renomme Princess Danaé. Le 14 septembre 2012, lorsqu’il arrive à Marseille, il est saisi par les autorités maritimes du port avec l’Athéna à la suite de la faillite de sa compagnie.

### Portuscale Cruises
En février 2013, la compagnie Portuscale Cruises rachète le navire, ainsi que le Funchal, l’Arion et l’Athéna. Le Princess Daphné devient le Lisboa, le Funchal conserve son nom, l’Arion devient le Porto et l’Athéna est renommé Azores. Après la rénovation des trois autres navires, le Lisboa est placé en cale sèche à Lisbonne afin d’être rénové, mais l’argent vient à manquer et le navire est vendu à la casse. Le 5 juillet 2015, il quitte Lisbonne en remorque du Hellas à destination d’Aliağa, où il arrive le 25 juillet 2015. Il est échoué et détruit peu après.

## Navire jumeau
Il a pour navire jumeau le Princess Daphné, détruit en 2014 à Alang.